# Winders
Les winders désignent les personnes adhérant à un sociostyle nouveau, caractérisé par une attitude décontractée envers leur réussite sociale. Ce terme a été utilisé pour la première fois dans un article du sociologue américain John W. Leigh, « Vers de nouvelles formes de succès social », qui retraçait les différentes attitudes prises par les élites américaines au cours de ces dernières décennies : Yuppies, Golden boys, bobos... 
Les winders (contraction de l'expression windy-winners, en référence à leur façon plus légère et « aérienne » de vivre leur propre réussite sociale) s'inscrivent, de ce point de vue, dans la série des sociotypes tels que les bobos, les métrosexuels, les DINK, ou encore les Scupies.

## Description
L'analyse du phénomène des winders a été initiée par les travaux consacrés aux élites par le sociologue Michael Hartmann et par les sociologues du travail Peter Meiskins et Peter Whalley, qui analysent les nouvelles façons de vivre la réussite sociale.
Dans leur ouvrage Remettre le travail à sa place : une Révolution pacifique, Meiskins et Whalley indiquent que les winders seraient moins agressifs dans leur approche du succès professionnel, et moins soucieux de manifester leur réussite par des signes extérieurs, par rapport à leurs alter-ego les Yuppies ou même les bobos.
Notamment, les winders sont décrits comme l'un des avatars de l'individu post-moderne, correspondant au changement de paradigme entre la sociologie bourdieusienne et les analyses de Bernard Lahire : culturellement « omnivore », ils sont également peu idéologisés et ne cherchent pas à concilier les injonctions normatives contradictoires. Moins marqués sociologiquement (bourgeois) et politiquement (à gauche), ils sont considérés par certains analystes comme étant sur la voie de se substituer aux bobos.